# Граница на редица
| n   | n sin(1/n) |
| --- | ---------- |
| 1   | 0.841471   |
| 2   | 0.958851   |
| ... |            |
| 10  | 0.998334   |
| ... |            |
| 100 | 0.999983   |

Докато положителното цяло число {\displaystyle n} расте, стойността на {\displaystyle n\cdot \sin \left({\tfrac {1}{n}}\right)} става все по-близка до {\displaystyle 1}. Тоест, границата на редицата {\displaystyle n\cdot \sin \left({\tfrac {1}{n}}\right)} е {\displaystyle 1}.
В математиката, граница на редица от елементи на метрично пространство или топологично пространство е елемент от същото пространство, който има свойството да „привлича“ елементи от дадена последователност. Ако такава граница съществува, редицата е сходяща. Ако редицата не е сходяща, то тя е разходяща. Граница на редица е фундаментално понятие, на което почива целия математически анализ.

## Граница на числова редица
Граница на дадена числова редица {\displaystyle (a_{n})} е число {\displaystyle l} точно тогава, когато за всяко произволно малко положително число {\displaystyle \epsilon >0} може да се намери такова число N(ε), че всички членове аn на редицата с номера n > N(ε) да попадат в интервала (l – ε, l + ε), т.е. да е изпълнено |аn – l| < ε за всички n > N(ε).
{\displaystyle \lim _{n\rightarrow \infty }(a_{n})=l}
По-интуитивно определение е следното: Дадено число {\displaystyle l} е граница на числовата редица {\displaystyle (a_{n})}, ако всяка околност („всяка околност“ е интервалът {\displaystyle (l-\epsilon ,l+\epsilon )} за произволно {\displaystyle \epsilon >0}) съдържа всички членове на редицата с изключение на краен брой.
Ако дадена числова редица притежава граница, тогава редицата се нарича сходяща. В противен случай тя е разходяща. Понякога сходяща числова редица с граница нула се нарича нулева или безкрайно малка редица.

## Свойства на сходящите редици
- Ако редиците (an), (bn) и (cn) са сходящи и клонят съответно към a, b, c, то

{\displaystyle \lim _{n\to \infty }(a_{n}+b_{n})=\lim _{n\to \infty }a_{n}+\lim _{n\to \infty }b_{n}.}
{\displaystyle \lim _{n\to \infty }(a_{n}-b_{n})=\lim _{n\to \infty }a_{n}-\lim _{n\to \infty }b_{n}.}
{\displaystyle \lim _{n\to \infty }(a_{n}.b_{n})=\lim _{n\to \infty }a_{n}.\lim _{n\to \infty }b_{n}.}
{\displaystyle \lim _{n\to \infty }{\frac {a_{n}}{b_{n}}}={\frac {\lim _{n\to \infty }a_{n}}{\lim _{n\to \infty }b_{n}}}.}
за bn ≠ 0 и {\displaystyle \lim _{n\to \infty }b_{n}} ≠ 0.
{\displaystyle \lim _{n\to \infty }ca_{n}=c\lim _{n\to \infty }a_{n}} за c = const.
{\displaystyle \lim _{n\to \infty }(c_{1}a_{n}+c_{2}b_{n})=c_{1}\lim _{n\to \infty }a_{n}+c_{2}\lim _{n\to \infty }b_{n}}
при с1 = const, c2 = const.
{\displaystyle \lim _{n\to \infty }\log _{b}a_{n}=log_{b}a} при b > 0, a > 0, b ≠ 1.
{\displaystyle lim_{n\to \infty }{a_{n}}^{p}=a^{p}} при а > 0 и произволно р.

## По-общо определение за сходяща редица
- За редица от точки {\displaystyle \{x_{n}|n\in \mathbb {N} \}\;} в метрично пространство M с функция-дължина d (например, редица от рационални числа, реални числа, комплексни числа, точки в нормирано пространство, и др.):

Ако {\displaystyle L\in M\;} казваме, че L е граница на редицата и го означаваме с
{\displaystyle L=\lim _{n\to \infty }x_{n}}
{\displaystyle \Longleftrightarrow \forall \epsilon >0\;,\exists N\in \mathbb {N} :n>N\rightarrow d(x_{n},L)<\epsilon .\;}
т.е.: тогава и само тогава, когато за всяко реално число {\displaystyle \epsilon >0\;}, съществува естествено число N такова, че за всяко {\displaystyle n>N\;} е изпълнено {\displaystyle d(x_{n},L)<\epsilon .\;}
- Като обобщение на горното за редица от точки {\displaystyle \{x_{n}|n\in \mathbb {N} \}\;} в топологично пространство T:

Ако {\displaystyle L\in T\;} казваме, че L е граница на редицата и го означаваме с
{\displaystyle L=\lim _{n\to \infty }x_{n}}
{\displaystyle \Longleftrightarrow \forall U(L)\;\exists N\in \mathbb {N} :\forall n>N\;x_{n}\in U(L)}
т.е.: тогава и само тогава, когато за всяка околност S на L съществува естествено число N такова, че {\displaystyle x_{n}\in S\;} за всяко {\displaystyle n>N.\;}
Ако една редица има граница, казваме, че е сходяща или че редицата клони към някаква граница. В противен случай редицата е разходяща.

## Примери
- Редицата 1, -1, 1, -1, 1, ... е разходяща.
- Редицата 1/2, 1/2 + 1/4, 1/2 + 1/4 + 1/8, 1/2 + 1/4 + 1/8 + 1/16, ... е сходяща и има граница 1. Това е пример за безкраен ред.
- Ако a е реално число с абсолютна стойност |a| < 1, то редицата an клони към 0. Ако 0 < a ≤ 1, то редицата a1/n клони към 1.

Още:
{\displaystyle \lim _{n\to \infty }{\frac {1}{n^{p}}}=0} при p > 0.
{\displaystyle \lim _{n\to \infty }a^{n}=0} при |a| < 1.
{\displaystyle \lim _{n\to \infty }n^{\frac {1}{n}}=1}.
{\displaystyle \lim _{n\to \infty }a^{\frac {1}{n}}=1} при a > 0.